# Don Juan (Strauss)
Don Juan, op. 20, és un poema simfònic en mi major per a gran orquestra escrit pel compositor alemany Richard Strauss el 1888. L'obra es basa en Don Juans Ende, una obra derivada d'una narració inacabada de 1844 del conte del poeta Nikolaus Lenau després de la llegenda de Don Juan que es va originar a l'Espanya del Renaixement. Strauss va reimprimir tres fragments de l'obra a la seva partitura. En la interpretació de Lenau, la promiscuïtat de Don Juan sorgeix de la seva determinació de trobar la dona ideal. Desesperat de no trobar-la mai, finalment es lliura a la malenconia i vol la seva pròpia mort. Carl Dahlhaus l'ha assenyalat com un "símbol musical del modernisme de final de segle", especialment per l'"estat d'ànim rupturista" dels seus primers compassos.
L'estrena de Don Juan va tenir lloc l'11 de novembre de 1889 a Weimar, on Strauss, llavors amb vint-i-cinc anys, exercia com a mestre de capella de la cort; va dirigir l'orquestra de l'Òpera de Weimar. L'obra es va convertir en un èxit internacional i va establir la seva reputació com un important exponent del modernisme. Strauss va dirigir sovint l'obra en concerts durant la seva llarga carrera, i la peça va formar part dels primers enregistraments que va fer el 1917. L'última vegada que va dirigir l'obra va ser l'any 1947 amb l'⁣Orquestra Simfònica de la BBC durant la seva darrera gira fora d'Alemanya.
Encara que Don Juan va ser un triomf innegable per a Strauss, l'obra no va estar exempta de crítiques. Cosima Wagner, que normalment era partidària de Strauss i de la seva música, menyspreava l'obra a causa de la seva temàtica que no s'elevava als ideals metafísics de Wagner. El New Grove Dictionary of Music and Musicians afirma que "L'estètica de Wagner i Liszt pot haver-lo inspirat a abraçar l'extra-musical, però es va negar a portar la seva torxa per a la música com a entitat sagrada; el llibertí Don (i Strauss amb ell) simplement es posa el nas al món".
Les representacions de l'obra duren al voltant de divuit minuts. Els fragments de Don Juan són bàsics de les audicions orquestrals professionals a causa de les nombroses exigències tècniques i musicals de cada instrument.

## Temes, forma i anàlisi
L'estructura de Don Juan reflecteix l'arc dramàtic del poema Don Juans Ende de Nikolaus Lenau. La música es desplega de manera natural a mesura que la trama es divulga. Strauss ho aconsegueix mitjançant una fusió sofisticada dels principis de la forma del rondó i la sonata. Els musicòlegs Bryan Gilliam i Charles Youmans van descriure l'obra com una "orquestració enlluernadora, temes marcats, una estructura nova i un ritme tens" i que es caracteritza per una música "flagrantment pictòrica, humorística i totalment irreverent".
Al començament de l’obra, Strauss utilitza un tema enèrgic i vibrant, amb la secció de metalls fent intervencions impactants. Aviat s'allunya d’aquest tema per donar pas a un violí solista que interpreta una romança. Tot seguit, l’oboè introdueix una melodia tranquil·litzadora que simbolitza la relació entre Don Joan i la seva amant. Aquest moment, però, és interromput per uns cors dissonants, que responen amb un tema heroic i segur de si mateix. Strauss barreja els temes en una orquestració repetitiva i entrellaçada. Posteriorment, l’obra passa bruscament a una malenconia silenciosa que Strauss utilitza per il·lustrar la tragèdia imminent en el destí de Don Joan. La peça conclou de manera nostàlgica, i no de manera grandiosa, d’acord amb la versió de la història de Don Joan de Lenau. Don Joan, cansat de fugir, s'entrega voluntàriament en un duel i perd la vida a mans d’una espasa empunyada pel pare de la seva amant, que venja l’honor de la seva filla. L’obra retrata aquest desenllaç amb tons apagats, com l’últim alè d’una vida que s'apaga.

## Orquestració
Requereix el següent efectiu orquestral: 3 flautes (3a doblada a piccolo), 2 oboès, Corn anglès, 2 clarinets en la, 2 fagots, contrafagot, 4 trompes en mi, 3 trompetes en mi, 3 trombons, tuba, timbales, triangle, plats, glockenspiel, arpa i instruments de corda.